# Yanqing
Yanqing, tidigare stavat Yenking, är ett stadsdistrikt i Pekings storstadsområde i norra Kina. Det var tidigare ett härad men blev ett stadsdistrikt 2015.
I distriktet ligger bland annat Badaling, som är känt för ett vackert och mycket besökt parti av Kinesiska muren.
2022 genomförs delar av olympiska vinterspelen här.

## Administrativ indelning
Yanqing är indelat i tre stadsdelsdistrikt, elva köpingar och fyra socknar.
Stadsdelsdistrikt:
- Baiquan (百泉街道)
- Rulin (儒林街道)
- Xiangshuiyuan (香水园街道)

Köpingar:
- Badaling (八达岭镇)
- Dayushu (大榆树镇)
- Jingzhuang (井庄镇)
- Jiuxian (旧县镇)
- Kangzhuang (康庄镇)
- Qianjiadian (千家店镇)
- Shenjiaying (沈家营镇)
- Sihai (四海镇)
- Yanqing (延庆镇)
- Yongning (永宁镇)
- Zhangshanying (张山营镇)

Socknar:
- Dazhuangke (大庄科乡)
- Liubinbu (刘斌堡乡)
- Xiangying (香营乡)
- Zhenzhuquan (珍珠泉乡)